# Schweriner Sportclub 2022-2023 (pallavolo femminile)
Questa voce raccoglie le informazioni riguardanti il Schweriner Sportclub nelle competizioni ufficiali della stagione 2022-2023.

## Stagione
Lo Schweriner Sportclub partecipa alla stagione 2022-23 con la denominazione sponsorizzata SSC Palmberg Schwerin.
In 1. Bundesliga si classifica al secondo posto in regular season, potendo così disputare i play-off scudetto, dove si spinge fino alle semifinali, sconfitto dal Potsdam. I due club si sfidano anche in finale di Coppa di Germania, dove lo Schweriner si aggiudica l'ottava coppa nazionale della propria storia.
In ambito europeo partecipa alla Coppa CEV, dove si spinge fino ai play-off, venendo eliminato dalle future campionesse della Savino Del Bene.

## Organigramma societario
Area direttiva
- Presidente: Johannes Wienecke

Area tecnica
- Allenatore: Felix Koslowski
- Allenatore in seconda: Martin Frydnes
- Assistente allenatore: Arne Kramer, Paul Sens
- Scoutman: Olaf Garbe

Area sanitaria
- Fisioterapista: Marta Gutiérrez, Janina Schröter

## Rosa
| N° | Nome             | Ruolo | Data di nascita   | Nazionalità sportiva |
| -- | ---------------- | ----- | ----------------- | -------------------- |
| 2  | Pia Kästner      | P     | 29 giugno 1998    | Germania             |
| 3  | Lindsey Ruddins  | S     | 5 novembre 1997   | Stati Uniti          |
| 4  | Anna Pogany      | L     | 21 luglio 1994    | Germania             |
| 5  | Leandra Negri    | C     | 1º settembre 2004 | Germania             |
| 6  | Patricia Nestler | L     | 17 maggio 2001    | Germania             |
| 8  | Lina Alsmeier    | S     | 29 giugno 2000    | Germania             |
| 9  | Pia Fernau       | P     | 24 settembre 2002 | Germania             |
| 11 | Annegret Hölzig  | S     | 29 maggio 1997    | Germania             |
| 12 | Frauke Neuhaus   | O     | 20 aprile 1993    | Germania             |
| 13 | Laura Broekstra  | C     | 3 gennaio 1997    | Germania             |
| 14 | Jazmine White    | C     | 14 dicembre 1993  | Canada               |
| 15 | Elles Dambrink   | O     | 22 giugno 2003    | Paesi Bassi          |
| 16 | Indy Baijens     | C     | 4 febbraio 2001   | Paesi Bassi          |
| 17 | Tutku Yüzgenç    | O     | 15 gennaio 1999   | Turchia              |
| 18 | Lea Ambrosius    | C     | 22 maggio 2000    | Germania             |
| 20 | Emely Brodowski  | L     | 9 gennaio 2005    | Germania             |

## Statistiche

### Statistiche di squadra
| Competizione      | Punti | In casa | In casa | In casa | In trasferta | In trasferta | In trasferta | Totale | Totale | Totale |
| Competizione      | Punti | G       | V       | P       | G            | V            | P            | G      | V      | P      |
| ----------------- | ----- | ------- | ------- | ------- | ------------ | ------------ | ------------ | ------ | ------ | ------ |
| 1. Bundesliga     | 50    | 12      | 9       | 3       | 13           | 11           | 2            | 25     | 20     | 5      |
| Coppa di Germania | -     | 0       | 0       | 0       | 3            | 3            | 0            | 4      | 4      | 0      |
| Coppa CEV         | -     | 3       | 2       | 1       | 3            | 1            | 2            | 6      | 3      | 3      |
| Totale            | -     | 15      | 11      | 4       | 19           | 15           | 4            | 35     | 27     | 8      |

G = partite giocate; V = partite vinte; P = partite perse

### Statistiche dei giocatori
| Giocatrice   | 1. Bundesliga | 1. Bundesliga | 1. Bundesliga | 1. Bundesliga | 1. Bundesliga | Coppa di Germania | Coppa di Germania | Coppa di Germania | Coppa di Germania | Coppa di Germania | Coppa CEV | Coppa CEV | Coppa CEV | Coppa CEV | Coppa CEV | Totale | Totale | Totale | Totale | Totale |
| Giocatrice   | P             | PT            | AV            | MV            | BV            | P                 | PT                | AV                | MV                | BV                | P         | PT        | AV        | MV        | BV        | P      | PT     | AV     | MV     | BV     |
| ------------ | ------------- | ------------- | ------------- | ------------- | ------------- | ----------------- | ----------------- | ----------------- | ----------------- | ----------------- | --------- | --------- | --------- | --------- | --------- | ------ | ------ | ------ | ------ | ------ |
| L. Alsmeier  | 20            | 253           | 198           | 25            | 30            | 3                 | 28                | 23                | 3                 | 2                 | 6         | 62        | 50        | 7         | 5         | 29     | 343    | 271    | 35     | 37     |
| L. Ambrosius | 8             | 48            | 25            | 15            | 8             | 1                 | 0                 | 0                 | 0                 | 0                 | 3         | 22        | 12        | 9         | 1         | 12     | 70     | 37     | 24     | 9      |
| I. Baijens   | 22            | 228           | 160           | 48            | 20            | 3                 | 40                | 17                | 10                | 3                 | 6         | 88        | 59        | 24        | 5         | 31     | 356    | 236    | 82     | 28     |
| E. Brodowski | -             | -             | -             | -             | -             | -                 | -                 | -                 | -                 | -                 | 0         | 0         | 0         | 0         | 0         | 0      | 0      | 0      | 0      | 0      |
| L. Broekstra | 0             | 0             | 0             | 0             | 0             | -                 | -                 | -                 | -                 | -                 | 0         | 0         | 0         | 0         | 0         | 0      | 0      | 0      | 0      | 0      |
| E. Dambrink  | 3             | 20            | 17            | 3             | 0             | 0                 | 0                 | 0                 | 0                 | 0                 | 1         | 9         | 7         | 2         | 0         | 4      | 29     | 24     | 5      | 0      |
| P. Fernau    | 11            | 8             | 3             | 1             | 4             | 2                 | 0                 | 0                 | 0                 | 0                 | 5         | 1         | 0         | 1         | 0         | 18     | 9      | 3      | 2      | 4      |
| A. Hölzig    | 21            | 184           | 144           | 22            | 18            | 2                 | 3                 | 3                 | 0                 | 0                 | 4         | 30        | 28        | 1         | 1         | 27     | 217    | 175    | 23     | 19     |
| P. Kästner   | 24            | 74            | 38            | 18            | 18            | 3                 | 13                | 4                 | 6                 | 3                 | 6         | 18        | 10        | 3         | 5         | 33     | 105    | 52     | 27     | 26     |
| L. Negri     | -             | -             | -             | -             | -             | 0                 | 0                 | 0                 | 0                 | 0                 | -         | -         | -         | -         | -         | 0      | 0      | 0      | 0      | 0      |
| P. Nestler   | 19            | 1             | 0             | 0             | 1             | 2                 | 0                 | 0                 | 0                 | 0                 | 2         | 0         | 0         | 0         | 0         | 23     | 1      | 0      | 0      | 1      |
| F. Neuhaus   | 16            | 82            | 60            | 7             | 15            | 1                 | 2                 | 1                 | 1                 | 0                 | 5         | 24        | 18        | 2         | 4         | 22     | 108    | 79     | 10     | 19     |
| A. Pogany    | 22            | 0             | 0             | 0             | 0             | 3                 | 0                 | 0                 | 0                 | 0                 | 6         | 0         | 0         | 0         | 0         | 31     | 0      | 0      | 0      | 0      |
| L. Ruddins   | 23            | 338           | 295           | 20            | 23            | 3                 | 56                | 49                | 4                 | 3                 | 6         | 64        | 55        | 5         | 4         | 32     | 458    | 399    | 29     | 30     |
| J. White     | 22            | 173           | 120           | 38            | 15            | 3                 | 24                | 18                | 6                 | 0                 | 5         | 41        | 27        | 8         | 7         | 30     | 238    | 165    | 52     | 22     |
| T. Yüzgenç   | 20            | 206           | 159           | 35            | 12            | 3                 | 44                | 37                | 7                 | 0                 | 6         | 53        | 46        | 5         | 2         | 29     | 303    | 242    | 47     | 14     |

P = presenze; PT = punti totali; AV = attacchi vincenti; MV = muri vincenti; BV = battute vincenti